# Erigonoplus
Erigonoplus là một chi nhện trong họ Linyphiidae.